# Вернер V фон Боланден
Вернер V (VI) фон Боланден (на немски: Werner V (VI) von Bolanden; † 1288) е господар на Боланден и Шенк фон Боланден.
Той е най-възрастният син на Вернер IV фон Боланден († 1258/1262) и първата му съпруга Кунигунда фон Лайнинген († сл. 1236), дъщеря на граф Фридрих II фон Саарбрюкен-Хартенбург-Лайнинген († 1237). Брат е на Фридрих фон Боланден († 1302), епископ на Шпайер (1272 – 1302), и Филип V фон Боланден, господар на Енхайм († 1276).
От 1249 г. Вернер V Шенк е с баща си Вернер IV на страната на гегенкрал Вилхелм Холандски.

## Фамилия
Вернер V Шенк фон Боланден се жени за Елизабет († сл. 1284). Те имат децата:
- Филип VI фон Боланден († ок. 1303), женен за Кунигунда фон Брухзал
- Вернер фон Боланден († 28 ноември 1324), от 1274 г. каноник в Майнц, приор в Шпайер 1324
- Агнес фон Боланден († сл. 1280), омъжена за Теодерих фон Хаген († 1319)
- Кунигунда фон Боланден († сл. 1307), омъжена I. за граф Хайнрих III фон Цвайбрюкен-Еберщайн († 1307), II. за Ото фон Брухзал